# Programa Sumar
El Programa Sumar, antes denominado Plan Nacer, es una iniciativa del Ministerio de Salud de Argentina que promueve un acceso equitativo y de calidad a los servicios de salud para toda la población que no posee cobertura formal en salud. Fue creado en octubre de 2004 y tomó su denominación actual en 2012.

## Historia

### Presidencia de Néstor Kirchner (2003-2007)
El 15 de octubre de 2004 se creó Plan Nacer que comenzó a implementarse en las provincias del norte argentino, por ser las que presentaban los índices sociosanitarios más desfavorables del país. Este plan apuntaba a reducir a la mitad la tasa de mortalidad infantil y destinará 1300 millones de pesos para dar cobertura de salud a mujeres embarazadas y niños del norte del país.
Incluía la atención del recién nacido, un control clínico al nacer, un control a la semana del nacimiento, un control mensual (de 1 a 6 meses), un control bimestral (de 6 a 12 meses), un control trimestral (de 12 a 18 meses) y otros nueve controles hasta los 6 años de edad. El plan incluyó pautas de alimentación y crianza, consejos para la prevención de accidentes, intoxicaciones y muerte súbita, consejería buco-dental, oftalmología, odontología y vacunas. En tanto para las embarazadas incluía odontología, análisis de sangre y orina, análisis de grupo sanguíneo, chagas, sífilis, VIH, entre otros.

### Presidencia de Cristina Fernández de Kirchner (2007-2015)
En 2007 se extendió el Plan Nacer, que había comenzado en las nueve provincias del nordeste y noroeste argentinos, al resto del país. Entre los años 2005 y 2010, la mortalidad infantil se redujo un 27 % en todo el país y un 34 % en las provincias del norte. La brecha entre la mortalidad infantil del norte y la nacional se redujo a la mitad, un 48 % en el período 2005-2010. Un número de 4,7 millones de embarazadas y niños/as recibieron cobertura del Plan Nacer. En ese periodo el plan sumo más de 37 millones de prestaciones , médicas de prevención, cuidado y promoción de la salud brindadas a la población materno-infantil, unos 7000 establecimientos públicos fueron beneficiados con capacitaciones, medicamentos y mejoras en la infraestructura. Fue el primer programa de América Latina en contar con evaluaciones externas y rigurosas de su impacto.
En 2010 se agregaron a la cobertura gratuita tres anomalías congénitas (labio leporino, piebot y displasia de cadera) en niños y niñas hasta los 6 años.
En 2012 comenzó el Programa Sumar, la ampliación del programa materno infantil Plan Nacer, con el objetivo de profundizar el descenso de la tasa de mortalidad materno infantil, disminuir las muertes por cáncer de cuello de útero y de mama, brindando a partir de allí cobertura de salud a más de 9.5 millones de personas, incluyendo a 1.8 millones de niños y niñas de 0 a 5 años; 3.9 millones de adolescentes; 230 mil embarazadas y 3.8 millones de mujeres de 20 a 64 años que no tienen otra cobertura sanitaria que la que ofrece el sistema público de salud. 
El Programa Sumar establece la atención al recién nacido, el examen para detectar hipoacusia, controles clínicos del bebé, aplicación de las vacunas del calendario oficial, controles odontológicos y oftalmológicos, consultas pediátricas, atención de enfermedades respiratorias, diarreicas y nutricionales, prestaciones de alta complejidad (cirugías y tratamientos de cardiopatías congénitas, cuidados intensivos para recién nacidos e internaciones por neumonía), e información para los padres sobre lactancia materna, pautas de alimentación, crianza y desarrollo infantil, entre otros. En cuanto a las embarazadas, la cobertura del Sumar incluyó la prueba de embarazo y posteriores controles, el análisis de sangre y orina, ecografías, vacunación, control de salud bucal y arreglo de caries, atención con médicos especialistas y prestaciones de alta complejidad para embarazos de alto riesgo, parto atendido por especialistas en hospital, atención al recién nacido y acceso a la información sobre los cuidados durante el embarazo y postparto.
Entre 2012 y 2015 se produjo la inclusión de hombres adultos de entre 20 y 64 años en el Programa Sumar, ampliación que abarcó a más de cuatro millones de varones de todo el país que no tienen cobertura social. El plan de servicios de salud incluyó seis líneas de cuidado –control periódico de salud; detección de riesgo de enfermedades crónicas no transmisibles (hipertensión, diabetes, cardiovasculares y renal); detección de riesgo y diagnóstico de cáncer colorrectal; salud mental; apoyo y seguimiento en casos de alcoholismo y consumo de sustancias, y promoción de hábitos saludables, salud sexual y reproductiva, y prevención de lesiones externas, además de acceso a cerca de 50 nuevas prestaciones de salud, además de incluir la vacuna contra la difteria y el tétanos; la vacuna contra la hepatitis B; la doble / triple viral que inmuniza contra el sarampión y la rubéola; además de la vacuna antigripal y contra el neumococo.